# Eurema simulatrix
Eurema simulatrix är en fjärilsart som först beskrevs av Otto Staudinger 1891.  Eurema simulatrix ingår i släktet Eurema och familjen vitfjärilar. Inga underarter finns listade i Catalogue of Life.

## Bildgalleri

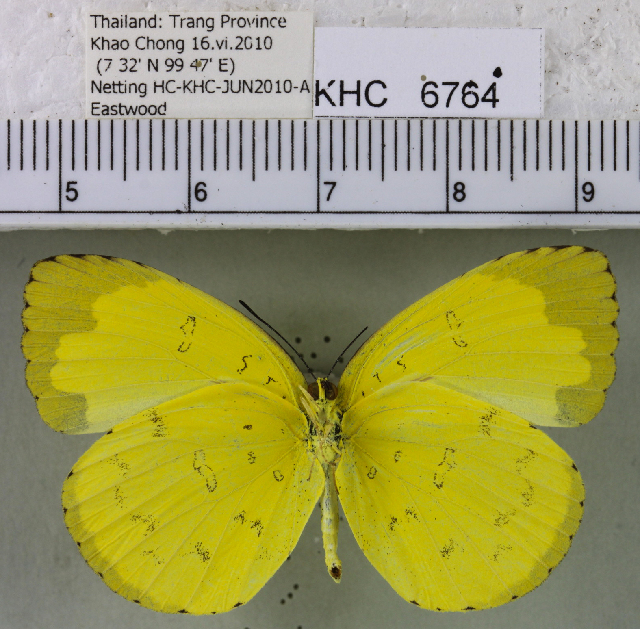